# Big Red
Big Red, de son vrai nom Stéphane Joachim, né le 1er janvier 1972 en France, est un rappeur et chanteur français.
Il est membre des groupes Rapsonic puis Raggasonic, avant de se lancer dans une carrière en solo en 1999. Son style se situe entre ragga et hip-hop en passant par le reggae.

## Biographie
Il fait initialement partie d'un collectif dans les Yvelines, puis devient membre du groupe de rap français Rapsonic entre 1988 et 1990, qu'il forme avec les DJ Crazy B et Faster Jay (ensuite au sein du groupe Alliance Ethnik), avec le single Vas-y mets la dose sorti en 1990 chez Tréma (unique maxi du groupe). Il fonde peu après le groupe Raggasonic, avec Daddy Mory. Le groupe participe en 1991 au premier album de MC Solaar avec le titre Ragga Jam et à J'appuie sur la gâchette de NTM (1993).
Il se lance dans une carrière solo en 1999. En 2001, il publie son album Redsistance.
En 2005, il aborde un reggae plus traditionnel en sortant l'album Raggamuffin Culture. Celui-ci contient notamment la participation d'Anthony B et de Michael Rose,.
Au cours des années 2010, il pose comme MC avec DJ Science sur de la drum and bass.
En juin 2015, il chante à l'une des premières scènes du samedi au Jardin du Michel.
En 2016, il publie l'album Vapor, enregistré sous le label Brigante Records et produit par Telly (Biga Ranx).

## Discographie

### Albums studio
- 1999 : Big Redemption
- 2001 : Redsistance
- 2005 : Raggamuffin Culture
- 2008 : The Wicked Best of Bw FTW (Fuck the World) (2 CDs : Best-of et album)
- 2010 : Test Pressing (série de 5 vinyles contenant chacun 2 titres et 2 instrus, dont 5 titres inédits)
- 2016 : Vapor
- 2020 : Smockaz
- 2023 : Come Again
- 2024 : Blood & Victory

### Albums collaboratifs
- 1989 : Vas-y mets la dose (avec Rapsonic)
- 1995 : Raggasonic (avec Raggasonic)
- 1997 : Raggasonic 2 (avec Raggasonic)
- 2004 : Rude Best of 95-99 (avec Raggasonic)
- 2012 : Raggasonic 3 (avec Raggasonic)

### Apparitions
- 1991 : Ragga Jam - MC Solaar feat. Daddy Mory, Big Red & Daddy Kery (sur l'album Qui sème le vent récolte le tempo de MC Solaar)
- 1993 : De Best (sur l'album  J'appuie sur la gâchette de Suprême NTM)
- 1994 : Autour de Paris, (sur la compilation Ghetto Youth Progress)
- 1994 : Kisdé (sur la compilation Ragga Dub Force 2)
- 1995 : Come Again 2 (remix) - Suprême NTM feat. Big Red, sur la réédition de l'album Paris sous les bombes de Suprême NTM
- 1995 : Sors avec ton gun - Raggasonic (sur la compilation La Haine, musique inspirées du film)
- 1997 : La ramène pas - Raggasonic (sur la BO du film Didier)
- 1997 : You Can't Stop - Afro Jazz feat. Big Red (sur l'album Afrocalypse de Afro Jazz)
- 1998 : 78 - Expression Direkt feat. Big Red (sur l'album Le bout du monde de Expression Direkt)
- 1999 : 1001 nuits - 113 feat. Big Red (sur l'album Les Princes de la ville)
- 2000 : Original Tune - Beenie Man feat. Big Red, (sur l'album Art et Life)
- 2000 : Tant d'ennemis - Soundkaïl feat. Big Red (sur l'album Racaille Sound System de Soundkaïl)
- 2001 : Où c'est qu'j'ai mis mon flingue ? - Big Red (sur la compilation Hexagone 2001 Rien n'a changé)
- 2001 : Sang pitié (feat Rocca), (sur l'album Elevacion de Rocca)
- 2001 : Pour que ça sonne funk (BOSS rmx) (sur le double album NTM le Clash)
- 2001 : Prends ton pied, sur l'album des Rieurs, Ca y'est enfin
- 2002 : On rase pas les murs - L'Esprit du Clan feat. Big Red (sur l'album Chapitre 1 de L'Esprit du Clan)
- 2002 : Smockaz (sur l'album Chapitre 1 de L'Esprit du Clan)
- 2003 : Laisse couler (feat. Rocca) (sur l'album Amour Suprême de Rocca)
- 2003 : On contrôle la foule - Passi feat. Big Red, (sur la compil Dis l'heure 2 Ragga Dancehall)
- 2006 : Push'em Up - DJ Maze feat J-mi Sissoko & Big Red (sur le maxi International Crew de DJ Maze)
- 2006 : D.C. Style - K2Rhym feat Big Red (sur le maxi D.C. Style de K2Rhym)
- 2006 : Tueur né (sur la compilation Interdit en radio vol.2)
- 2006 : Copycat - Digital Cut feat. Big Red, sur l'album Dancehall Revolution)
- 2006 : Seul contre tous (sur l'album J'avais prévenu de Mastock)
- 2006 : Dubplate special (dans le CD Reggae Crunk Shit Vol.8, du Straight Up Sound)
- 2007 : Un message de paix - L'Esprit du clan feat. Big Red (sur l'album Chapitre 3 : Corpus Delicti de L'Esprit du Clan)
- 2007 : Kill Kill Kill - DJ Vadim ffeat. Big Red & Katherin Deboer (sur l'album The Soundcatcher de DJ Vadim)
- 2007 : Kill Kill Kill [Waxos remix] - DJ Vadim feat. Big Red (sur l'album The Soundcatcher Extras de DJ Vadim)
- 2007 : Kill Kill Kill [Jr Eakee remix] - DJ Vadim feat. Big Red (sur l'album The Soundcatcher Extras de DJ Vadim)
- 2007 : Kill Kill Kill [Deface Groove remix] - DJ Vadim feat. Big Red '(sur l'album The Soundcatcher Extras de DJ Vadim)
- 2008 : NINJAMIX - Youthman vs. Big Red aka 9ja Red
- 2009 : Electronic Control (sur l'album Phase I de Spiky the Machinist)
- 2009 : Soldier - DJ Vadim feat. Big Red & 5nizza (sur l'album U Can't Lurn Imaginashun de DJ Vadim)
- 2010 : Pas une année (sur l'album Blazé du boulot de  Papa Style et Baldas)
- 2015 : Sexy (sur l'album Nightbird de Biga*Ranx)
- 2016 : Too Many (sur l'album "Double Trouble" de Supa Mana)
- 2017 : Veleda (sur l'album 1988 de Biga*Ranx)
- 2017 : Vocabularious - Youthstar feat Big Red (sur l'EP SA.MOD de Youthstar)
- 2023 : Saga - L'Entourloop, Killa P, Flowdan, Big Red (sur l'album La clarté dans la confusion de L'Entourloop)
- 2025 : Babylon - Ondubground feat Big Red (sur l'album Higumo de Ondubground)